# Antsirabe
Antsirabe o Antsirabé è la terza più grande città del Madagascar, con una popolazione di oltre 175 000 persone (stima del 2005).
È il capoluogo della regione di Vakinankaratra, nella provincia di Antananarivo.
Si trova sugli altopiani centrali, a un'altitudine di 1.500 m.

## Economia
Ad Antsirabe hanno sede alcune delle più importanti aziende malgasce, fra cui Tiko (alimentari), Star Brasseries (bevande), Cotona (tessile) e Kobama (cereali).

## Infrastrutture e trasporti
La città è collegata alla capitale Antananarivo dalla Ferrovia Tananarive-Antsirabe (TA), su cui viaggiano solo treni merci.
La Route nationale 7 la collega ad Antanarivo (a nord) e Fianarantsoa e Toliara (a sud).
È sede di un aeroporto civile (codice IATA: ATJ).
Fra i tratti caratteristici della città c'è la grandissima diffusione dei pousse-pousse, un mezzo di trasporto urbano a trazione umana, introdotto nell'isola all'inizio del XX secolo dai cinesi, che lo usavano per il trasporto di materiale nella costruzione di ferrovie.

## Altri progetti

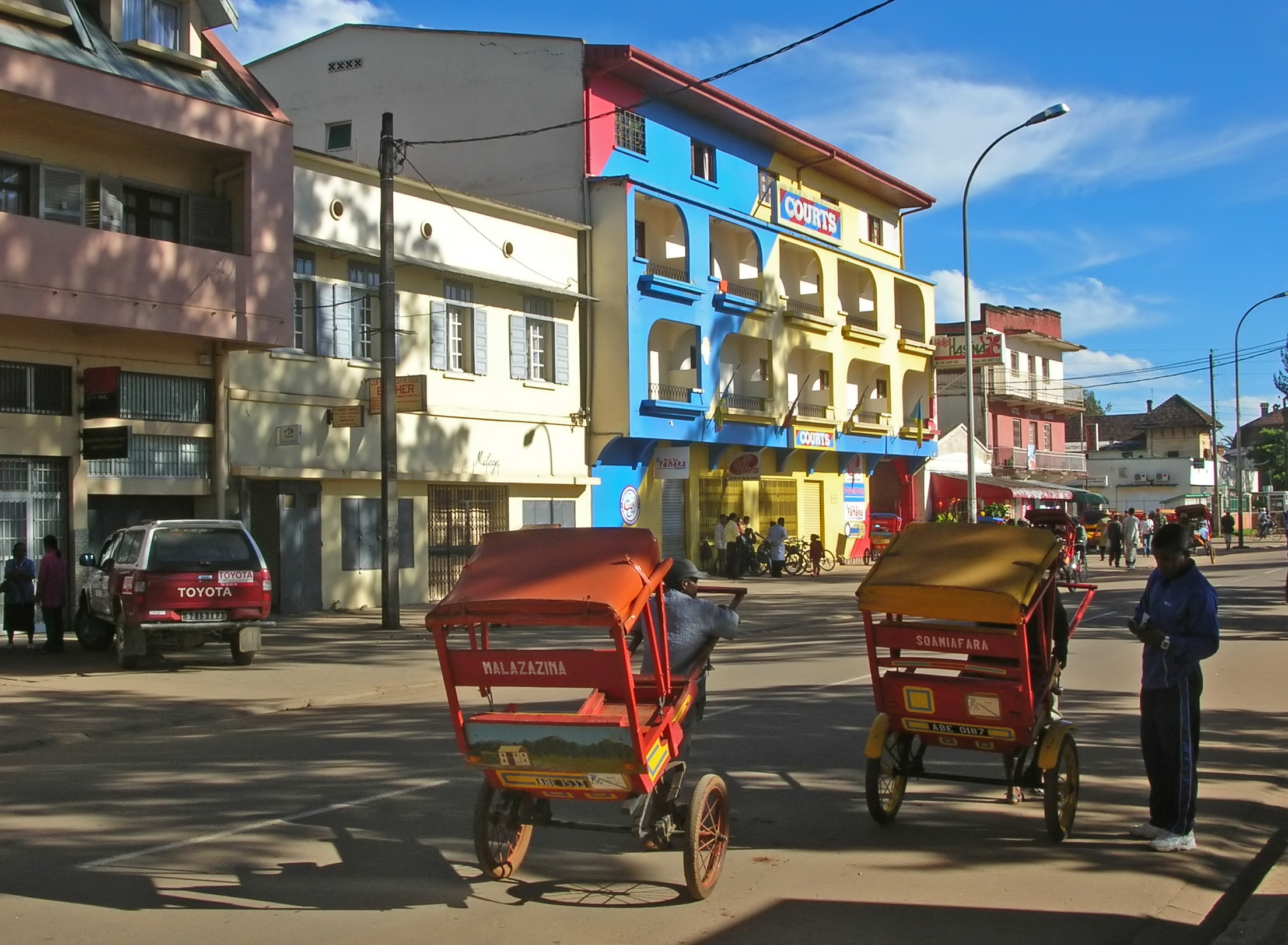
Pousse-pousse sulla strada principale
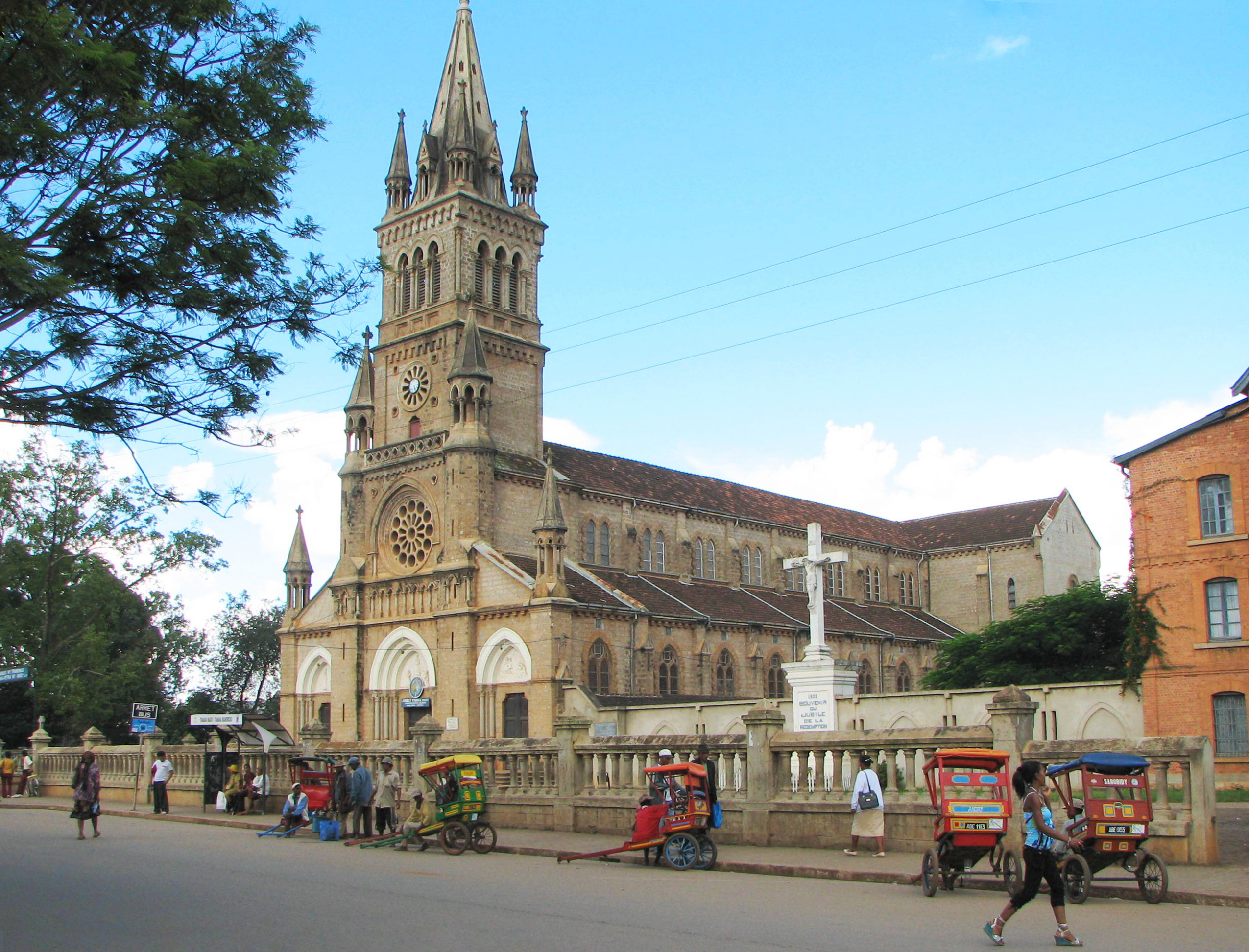
La cattedrale
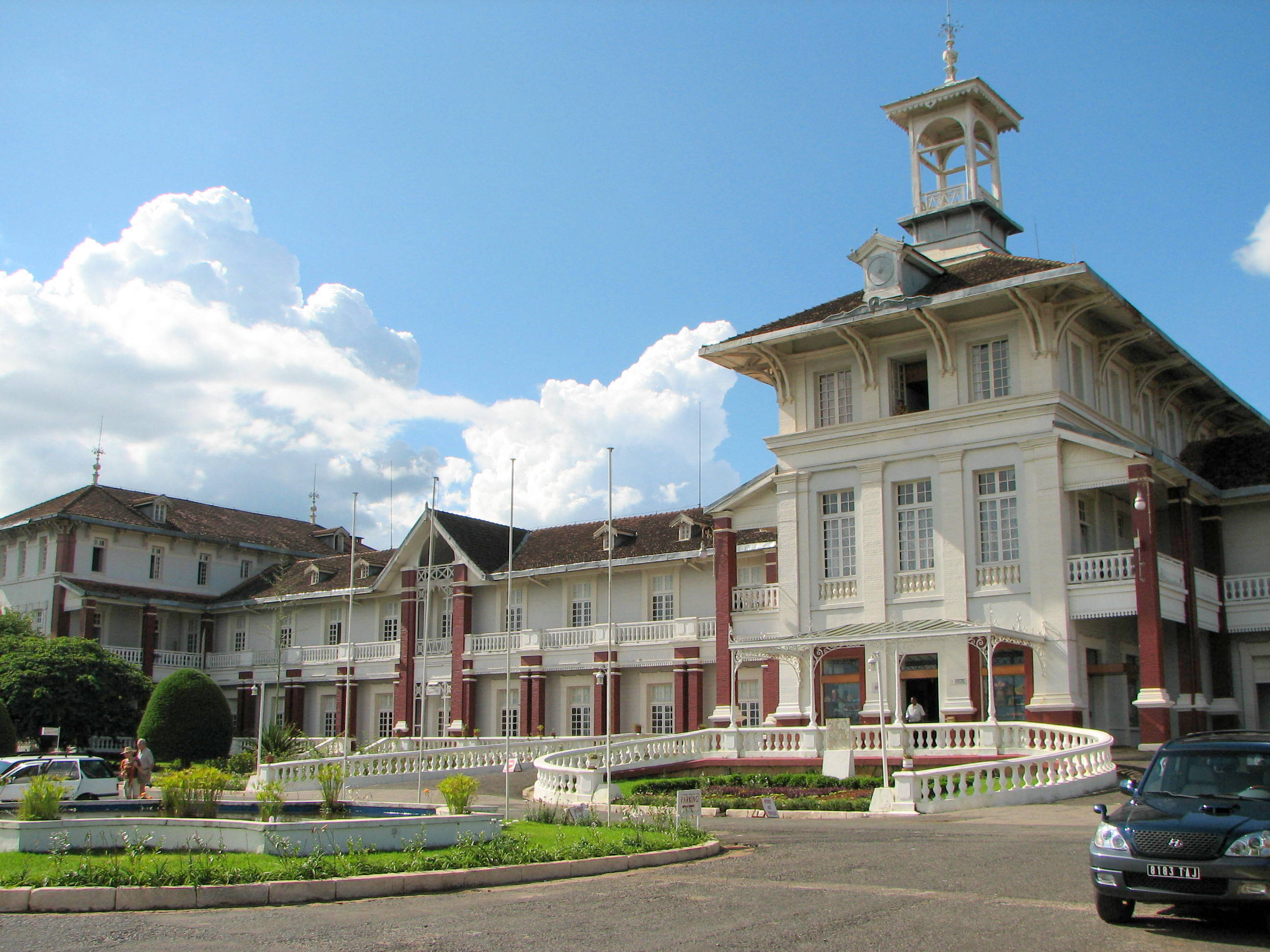
Hôtel des Thermes
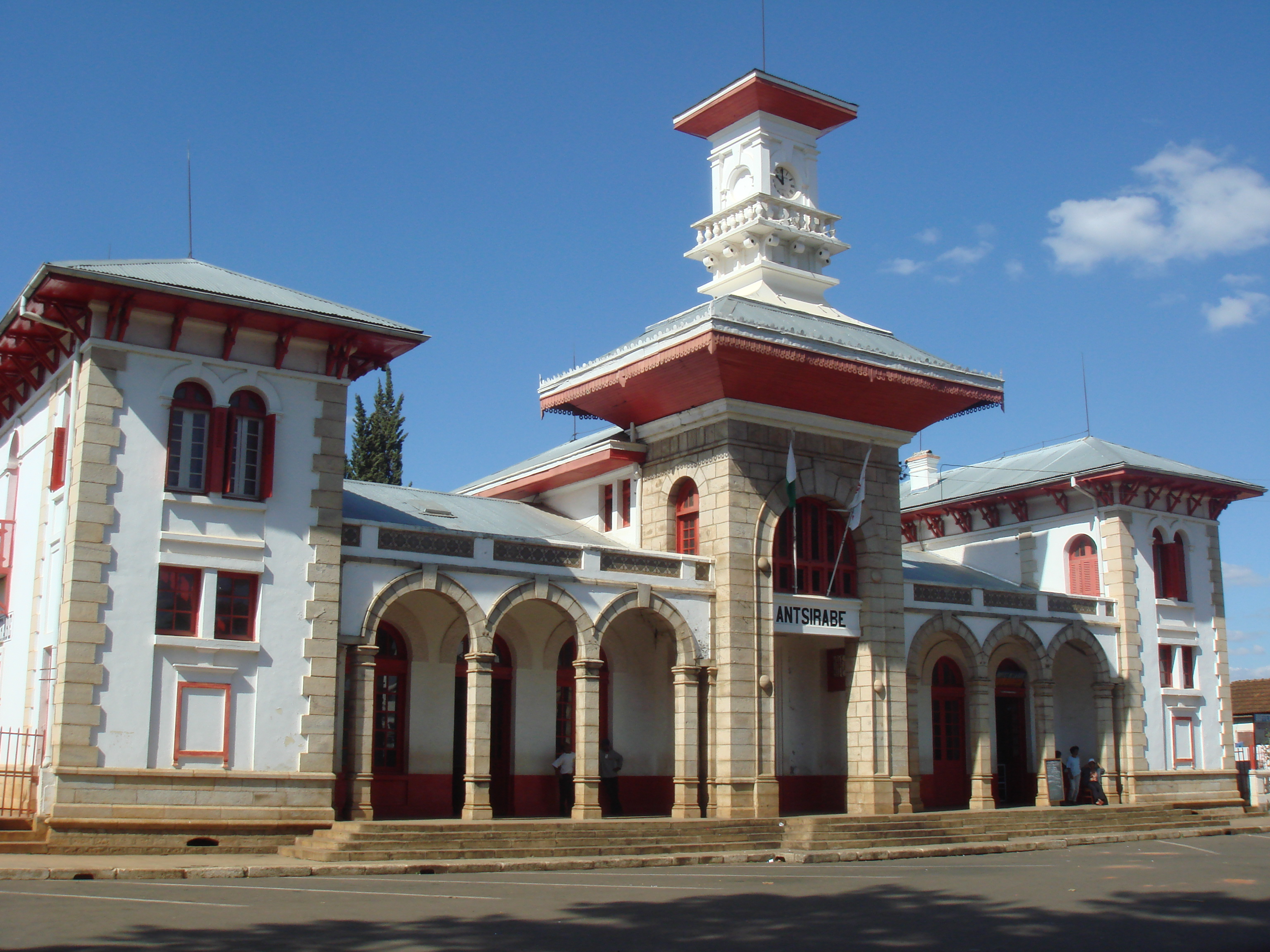
La stazione ferroviaria